# Karima Benameur Taieb
Karima Benameur Taieb (født 13. april 1989) er en kvindelig fransk fodboldspiller, der spiller målvogter for engelske Manchester City i FA Women's Super League og tidligere Frankrigs kvindefodboldlandshold.
Hun begyndte sin seniorkarriere i Montpellier HSC i 2004. Hun har tidligere spillet for de franske ligaklubber AS Saint-Étienne, Toulouse FC, Rodez AF og hovedstadsklubberne Paris Saint-Germain og Paris FC. Hun skiftede i september 2019, til de forsvarende engelske mestre fra Manchester City.

## Meritter

### Klub
Paris Saint-Germain
Sølv
- Division 1 Féminine: 2012–2013, 2013–2014, 2014–2015